# Neemia Tialata
Neemiah Stanley Tialata (Lower Hutt, 15 de julio de 1982) es un exjugador neozelandés de rugby que se desempeñaba como pilar. Jugó para los All Blacks y disputó el Mundial de Francia 2007.

## Primeros años de vida
Tialata nació en Lower Hutt, pero cuando tenía un año se mudó a Samoa Americana con sus padres, quienes estaban recibiendo formación religiosa en el Seminario Teológico Kanana Fou. La familia regresó a su vocación en Nueva Zelanda cuando Tialata tenía cinco años con su difunta madre Sipoutasi, su difunto padre, el reverendo Pelema, y sus hermanas. Era el único varón y el tercero de cuatro hijos.
Su padre murió después de un año de servir en la iglesia CCCAS en Porirua, Nueva Zelanda, seguido por su madre cuatro años después. Tialata y sus tres hermanas ahora residen con su tía, a quien ahora llama su madre (Nu'ulopa), y sus cinco hijos, a quienes Tialata ahora también considera sus hermanos y hermanas.

## Carrera
Tialata debutó con Wellington en 2003 y fue seleccionado para los Hurricanes en 2004. Tialata se abrió paso en el marco de la selección de los All Blacks como pilar joven con su buen juego durante la temporada 2005 e hizo su debut en un test match en el primer partido de la gira de las Naciones Locales de los All Blacks, contra Gales, en noviembre de ese año. Fue descartado del equipo de las Tres Naciones de 2010 debido a su mal estado de forma.  En 2011, después de 8 temporadas con los Hurricanes, firmó con el equipo Top 14, el Aviron Bayonnais.